# Etilénglikol
Az etilénglikol egy sűrűn folyó, édes ízű, mérgező folyadék. Fagyálló folyadékként használják. Egyszerűbb elnevezése a glikol. Szerves vegyület, a kétértékű alkoholok (diolok) legegyszerűbb képviselője.

## Fizikai tulajdonságai
Az etilénglikol vagy monoetilénglikol (etán-1,2-diol) színtelen, sűrűn folyó, édes ízű, mérgező folyadék. A nagy viszkozitás oka az, hogy molekulái között erős hidrogénkötéseket alakít ki. Vízzel kiválóan elegyedik, de apoláris oldószerektől különválik. A molekula poláris részének hatása erősebb.

## Felhasználása
A vízmolekulákkal erős hidrogénkötést képez, ami megakadályozza a szabályos jégkristályok kialakulását. Ennek eredményeképpen nagyon alacsony az olvadáspontja. 60%-os töménységű glikol -36 °C-on fagy meg. Ezért használják fagyálló folyadékként az autókban, épületgépészeti csőrendszerekben, vagy repülőgépek felületén végbemenő jégképződés ellen. 
Ezen kívül felhasználják még poliészter gyártásánál is.

## Toxicitása
Az etilénglikol közepesen mérgező, embernél a minimális halálos dózis 1400 mg/testsúlykg, vagyis egy felnőtt esetében 75 ml, kb. fél pohárnyi. Veszélyességét az okozza, hogy édes ízű, ezért fennáll a nagyobb mennyiség elfogyasztásának veszélye. A fogyasztókhoz eljutó etilénglikol-tartalmú termékekbe (fagyálló) keserű ízt adó vegyületeket (denatónium-benzoát) ajánlott keverni.
A mérgezés első tünetei (30 perc-12 óra között) a központi idegrendszer működészavara, depressziója, ami szédülés, fejfájás, izomrángás formájában jelentkezik. A második fázisra (12-36 óra) felgyorsult légzés és szívdobogás jellemző. A harmadik fázisban (24-72 óra) vesetájéki fájdalom, véres vizelet, eleinte sok, aztán kevés vizelet jelzi a vese károsodását, ami kómához és halálhoz vezet.
A toxicitás kiváltója nem maga az etilénglikol, hanem a metabolitjai. Lebontásának első fázisában a máj alkohol-dehidrogenáz enzimje glikolaldehiddé alakítja (ezért a mérgezés ideiglenes ellenszere az etil-alkohol, amely lefoglalja ezt az enzimet), majd az aldehid-dehidrogenáz főleg glikolsavat és kisebb mértékben glioxált képez belőle. A mérgezés második fázisáért a glikolsav okozta elsavasodás felelős.
A glikolsav gyorsan lebomlik, főleg hangyasavra és szén-dioxidra, egy kisebb része (2,5%) viszont oxálsavvá alakul, amely kalcium-oxalát formájában kikristályosodik a vesében és ott szövetpusztulást és súlyos esetben a szerv teljes leállását okozza.
Az etilénglikol nagy dózisban patkányok esetében fejlődési rendellenességeket okoz az embriókban. Nyúlnál ilyen hatást nem sikerült megfigyelni, az ember esetében az ilyen hatások vitatottak.